# Slovenië op het Eurovisiesongfestival 2006
Slovenië nam deel aan het Eurovisiesongfestival 2006 in Athene, Griekenland. Het was de 12de deelname van het land op het Eurovisiesongfestival. RTVSLO was verantwoordelijk voor de Sloveense bijdrage van de editie van 2006.

## Selectieprocedure
Om de kandidaat te selecteren die Slovenië zou vertegenwoordigen, werd er gekozen om een nationale finale te organiseren.
De finale werd gehouden op 29 januari 2006. Daarin traden 14 artiesten aan. De winnaar werd aangeduid door 1/3de vakjury, 1/3 televoting en 1/3de SMS.
| Volgorde | Artiest                      | Lied                     | Televoting Stemmen | Televoting Punten | Jury Punten | SMS Stemmen | SMS Punten | Score Punten | Plaats |
| -------- | ---------------------------- | ------------------------ | ------------------ | ----------------- | ----------- | ----------- | ---------- | ------------ | ------ |
| 1        | Nuška Drašček                | "Nora sem, da te ljubim" | 1326               | 0                 | 8           | 1725        | 3          | 11           | 9      |
| 2        | Natalija Verboten            | "SOS"                    | 5616               | 6                 | 1           | 3794        | 6          | 13           | 6      |
| 3        | Rebeka Dremelj & Domen Kumer | "Noro se ujameva"        | 9280               | 8                 | 2           | 8475        | 8          | 18           | 4      |
| 4        | Sergeja                      | "Tu da du"               | 600                | 0                 | 0           | 777         | 0          | 0            | 13     |
| 5        | Saša Lendero                 | "Mandoline"              | 12164              | 12                | 0           | 11567       | 12         | 24           | 2      |
| 6        | Andraž Hribar                | "Rapad tepe ipi mapam"   | 702                | 0                 | 7           | 610         | 0          | 7            | 11     |
| 7        | Marijan Novina               | "V mojih dlaneh"         | 720                | 0                 | 0           | 547         | 0          | 0            | 13     |
| 8        | Atomik Harmonik              | "Polkaholik"             | 9736               | 10                | 0           | 9688        | 10         | 20           | 3      |
| 9        | Maja Slatinšek               | "Vihar"                  | 1473               | 1                 | 5           | 1551        | 2          | 8            | 10     |
| 10       | Ylenia                       | "Hokus pokus"            | 1526               | 2                 | 10          | 1084        | 0          | 12           | 7      |
| 11       | Anžej Dežan                  | "Plan B"                 | 6377               | 7                 | 12          | 4474        | 7          | 26           | 1      |
| 12       | Katrinas                     | "Najdi me"               | 2509               | 4                 | 4           | 1947        | 4          | 12           | 7      |
| 13       | Monika Pučelj                | "Ostani z mano"          | 3849               | 5                 | 6           | 2807        | 5          | 16           | 5      |
| 14       | Alenka Godec                 | "Hočem stran"            | 2004               | 3                 | 3           | 1525        | 1          | 7            | 11     |

## In Athene
In Griekenland trad Slovenië aan als 3de in de halve finale, net na Bulgarije en voor Andorra.
Op het einde van de avond bleek dat ze niet in de enveloppen zaten en bleek dat ze 49 punten verzameld hadden, goed voor een 16de plaats. 
België en Nederland hadden geen punten over voor deze inzending.

### Gekregen punten

#### Halve finale
| 12 punten | 10 punten | 8 punten                   | 7 punten                                                 | 6 punten  |
| --------- | --------- | -------------------------- | -------------------------------------------------------- | --------- |
|           |           |                            | - Albanië - Bosnië en Herzegovina - Servië en Montenegro | - Kroatië |
| 5 punten  | 4 punten  | 3 punten                   | 2 punten                                                 | 1 punt    |
| - Malta   | - Israël  | - Noord-Macedonië - Monaco | - Armenië - Oekraïne - Wit-Rusland                       | - Finland |

### Punten gegeven door Slovenië

#### Halve finale
Punten gegeven in de halve finale:
| 12 punten | Bosnië en Herzegovina |
| 10 punten | Finland               |
| 8 punten  | Noord-Macedonië       |
| 7 punten  | Zweden                |
| 6 punten  | Litouwen              |
| 5 punten  | België                |
| 4 punten  | Rusland               |
| 3 punten  | Ierland               |
| 2 punten  | Oekraïne              |
| 1 punt    | Albanië               |

#### Finale
Punten gegeven in de finale:
| 12 punten | Bosnië en Herzegovina |
| 10 punten | Kroatië               |
| 8 punten  | Finland               |
| 7 punten  | Zweden                |
| 6 punten  | Noord-Macedonië       |
| 5 punten  | Roemenië              |
| 4 punten  | Rusland               |
| 3 punten  | Litouwen              |
| 2 punten  | Oekraïne              |
| 1 punt    | Ierland               |